# Lycianthes heteroclita
Lycianthes heteroclita är en potatisväxtart som först beskrevs av Otto Sendtner, och fick sitt nu gällande namn av Friedrich August Georg Bitter. Lycianthes heteroclita ingår i Himmelsögonsläktet som ingår i familjen potatisväxter. Inga underarter finns listade i Catalogue of Life.